# Athletes albicans
Athletes albicans är en fjärilsart som beskrevs av Pierre Claude Rougeot 1955. Athletes albicans ingår i släktet Athletes och familjen påfågelsspinnare. Inga underarter finns listade i Catalogue of Life.